# Аи Сабиони (Тревизо)
Аи Сабиони (итал. Ai Sabbioni) је насеље у Италији у округу Тревизо, региону Венето.
Према процени из 2011. у насељу је живело 78 становника. Насеље се налази на надморској висини од 16 м.